# Unión Internacional de Estudiantes
La Unión Internacional de Estudiantes (en inglés International Union of Students, IUS) es una organización internacional que agrupa las organizaciones estudiantiles. Fundada el 27 de agosto de 1946 en Praga en el Congreso Mundial de Estudiantes. Goza del estatus de organismo consultivo ante la Unesco. La sede de la secretaría esta en Praga.
Sus antecedentes están en el Consejo Estudiantil Mundial (CEM), creado en 1941 en Londres (Inglaterra), que agrupó las organizaciones estudiantiles antifascistas y se encargó de la preparación del Congreso Mundial de Estudiantes. La creación del CEM está inspirado en la resistencia estudiantil callejera ocurrida en Praga (Checoslovaquia) el 17 de noviembre de 1939 ante la ocupación nazi. Dicha fecha es proclamada posteriormente como Día Internacional de los Estudiantes por el CME y ratificada por la IUS.
Organiza junto con la FMJD el Festival Mundial de la Juventud y los Estudiantes, desde 1947.